# فلوروكسيبير
فلوروكسيبير (بالإنجليزية: fluroxypyr)‏ هو مبيد أعشاب من فئة الأكسينات الاصطناعيّة. يُستخَدم للسيطرة على الحشائش عريضة الأوراق والفرشاة الخشبيّة. تمت صياغته على أنه «1-methylheptyl ester» (fluroxypyr-MHE).